# Fort Stoja
Fort Stoja utvrda je na istoimenom pulskom poluotoku koju je izgradila Austrija 1884. godine radi zaštite glavne luke svoje ratne mornarice. Utvrda se nalazila u sektoru VII Obalne regije Pula (njem. Küstenabschnitt Pola), a klasificirana je kao obalna oklopna utvrda (njem. Werk (Küstenfort) ohne Panzer).
Utvrda je štitila južni prilaz pulskoj luci, odnosno zaljev Brankoras. Obrambeni jarak oko utvrde nema konstantne dimenzije (50 - 120 m2), a označen je brojnim okruglim betonskim blokovima. Nakon odlaska Austro-ugarske, utvrda se za doba Kraljevine Italije koristi kao: garaža, dječji kamp, te konjušnjica, sve odlaska Italije 1941. Nakon odlaska Kraljevine Italije utvrda neko vrijeme stoji prazna, zapuštena i zarasla sve do 1960. godine kada je počne koristiti Jna kao kasarnu. Utvrda se 1960-ih godina namjerava prenamijeniti u ugostiteljski objekt, ali vojska nije dopuštala. Vojska je utvrdu napustila 1974. kada se u njoj otvaraju restoran i disko, kao i svi ostali ugostiteljski sadržaji sve do 1978.

## Više informacija
- Pulske fortifikacije
- Nacionalna udruga za fortifikacije Pula
- Povijest Pule
- Pula